# Paronychia muschleri
Paronychia muschleri är en nejlikväxtart som beskrevs av Mohammad Nazeer Chaudhri. Paronychia muschleri ingår i släktet prasselörter, och familjen nejlikväxter. Inga underarter finns listade i Catalogue of Life.